# 2005 год в автомобилестроении
Список событий в автомобилестроении в 2005 году.

## События

### Январь
- 11 — состоялось открытие обновлённого и расширенного «Исторического музея промышленности и технологий Тойота» (Toyota Commemorative Museum of Industry and Technology)[1], основанного в 1964 году.

### Февраль
- 1 — торжественное открытие автозавода Toyota в Мексике[англ.][1]. На заложенном в 2003 году в Тихуане заводе, осенью 2004 началось производство пикапа Tacoma[2].
- 15 — началось производство минивэна Innova на индийском автозаводе Toyota[англ.][1].
- 28 — стартовало производство крошечных «близнецов» Citroën C1, Peugeot 107 and Toyota Aygo на автозаводе Toyota в Чехии[англ.][3].

### Март
- 3 — на Женевском автосалоне представлен Volkswagen Passat шестого поколения[4].
- 3 — 13 — также, на Женевском автосалоне представлен новый Mercedes-Benz B-класса[5].
- 25 — на Нью-Йоркском автосалоне впервые представлен публике новый минивэн Mercedes-Benz R-класса[6].

### Апрель
- 1 — на автосалоне в Лейпциге[англ.] представлен Volkswagen Fox[7].
- 4 — Mercedes-Benz E 320 CDI Guard — первый автомобиль со специальной защитой[англ.] и дизельным двигателем, получил одобрение для продажи[8].
- 5 — Nissan объявила о создании новой компании по продажам в Украине. Nissan Motor Ukraine будет распространять автомобили и запчасти через украинскую дилерскую сеть. Автомобили Nissan продаются на украинском рынке через авторизованную дилерскую сеть с 1992 года, Nissan Motor Ukraine заменит две независимые торговые компании, которые в настоящее время занимаются дистрибуцией автомобилей Nissan в Украине[9].

### Май
- 31 —  Nissan Motor представила в Японии минивэн Serena третьего поколения[10].

### Июнь
- 5 — компания Nissan представила европейской прессе новую линейку моделей Micra на своем заводе в Сандерленде. В неё включены три модели: новая Micra, спортивная Micra 160SR и серийно выпускаемый кабриолет - Micra C+C. Презентация совпала с выпуском 4-миллионного автомобиля, произведенного на этом заводе — Micra 1.4 Tekna[11].
- 20 — Mercedes-Benz представил прессе новую серию S-класса (W221). Роскошный седан появился в выставочных залах дилерских центров и фирменных магазинах осенью[12].

### Июль
- 1 — прекращено производство автомобилей Ода и Фабула на автозаводе в Ижевске. Решение о снятии автомобилей с производства было принято в связи со снижением спроса[13].
- 22 — объявлено, что обанкротившийся британский автопроизводитель MG Rover Group, куплен китайским автопроизводителем Nanjing Automobile[14].

### Август
- 17 — на Ульяновском автомобильном заводе началось серийное производство внедорожника УАЗ Патриот[15].
- 31 — с главного конвейера АвтоВАЗа сошёл 23-миллионный автомобиль[16].

### Сентябрь
- 15 — на автосалоне во Франкфурте представлен спортивный автомобиль Volkswagen Golf GT с бензиновым двигателем с непосредственным впрыском топлива и двойным, с помощью турбокомпрессора и механического нагнетателя, наддувом[17].
- 29 — в галерее Nissan в центре Токио известный японский художник Такаси Мураками представил концептуальный электромобиль компании Pivo с салоном, вращающимся на 360°[18].

### Октябрь
- последнее воскресенье месяца — День автомобилиста и дорожника

### Ноябрь
- 13 — компания Nissan представила в Японии полностью новый Nissan Wingroad третьего поколения[19].
- 21 — на заводе Toyota во Франции[англ.] стартовало производство небольшого автомобиля Yaris второго поколения[1].
  - победителем конкурса Автомобиль 2006 года стал Renault Clio[20].
- 28 — в Японии представлен компактный седан Toyota Belta (заводской код  KSP92)[1].

## События без точной даты
- Toyota Prius — назван лучшим автомобилем года в Европе.

## Представлены новые автомобили
- январь — Subaru R1,Audi Shooting Brake,Bugatti Veyron — 2005
- февраль -
- март — Maserati Birdcage 75th,Fiat Croma II,Aston Martin Vantage (2005)
- апрель -
- май - Maybach Exelero
- июнь -
- июль -
- август -
- сентябрь - Mercedes-Benz W221
- октябрь -
- ноябрь -
- декабрь -